# مبارك النجادة
مبارك صالح حسن علي النجادة من مواليد دولة الكويت في عام 1969 ، شارك في الانتخابات البرلمانية السادسة عشر 2012 في تاريخ الكويت ، والتي أجريت في يوم 1 ديسمبر 2012 ، وفاز بعضوية مجلس الامة الكويتي ( ديسمبر 2012 ) المبطل بحكم المحكمة الدستورية، عن الدائرة الرابعة بعدد اصوات
(1085) وحصل علي المركز العاشر، حاصل على شهادة الثانوية العامة وعمل في مؤسسة الخطوط الجوية الكويتية والإدارة العامة للطيران المدني وهو اعلامي في قناة الكوت الفضائية وعضو في جمعية الثقافة الاجتماعية ورئيس مجلس إدارة جمعية الدسمة وبنيد القار التعاونية سابقا.

## مواقفه في مجلس الأمة
| الكتل                                          | التحالف الاسلامي الوطني |
| اللجان                                         | التحالف الاسلامي الوطني |
| إحالة استجواب احمد الحمود إلى التشريعية (2013) | موافق                   |
| المداولة الأولى لإسقاط الفوائد (2013)          | موافق                   |
| التصويت على مرسوم الصوت الواحد (2013)          | موافق                   |
| تأجيل استجواب الأذينة (2013)                   | غير موافق               |
| قانون مكافحة الإرهاب وغسل الأموال (2013)       | غير موجود               |